# Dorfstraße 1 (Grucking)

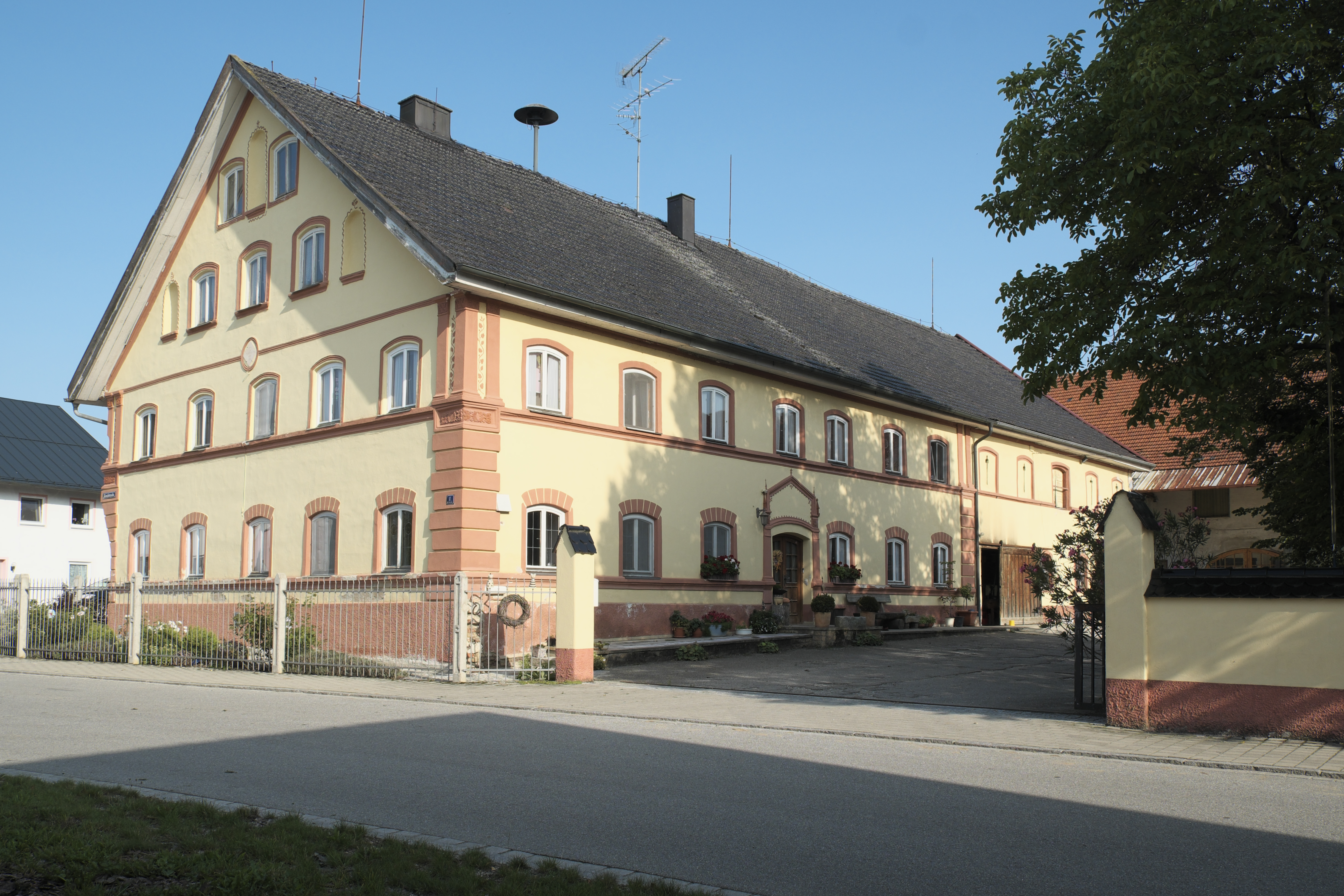
Haus Dorfstraße 1 in Grucking

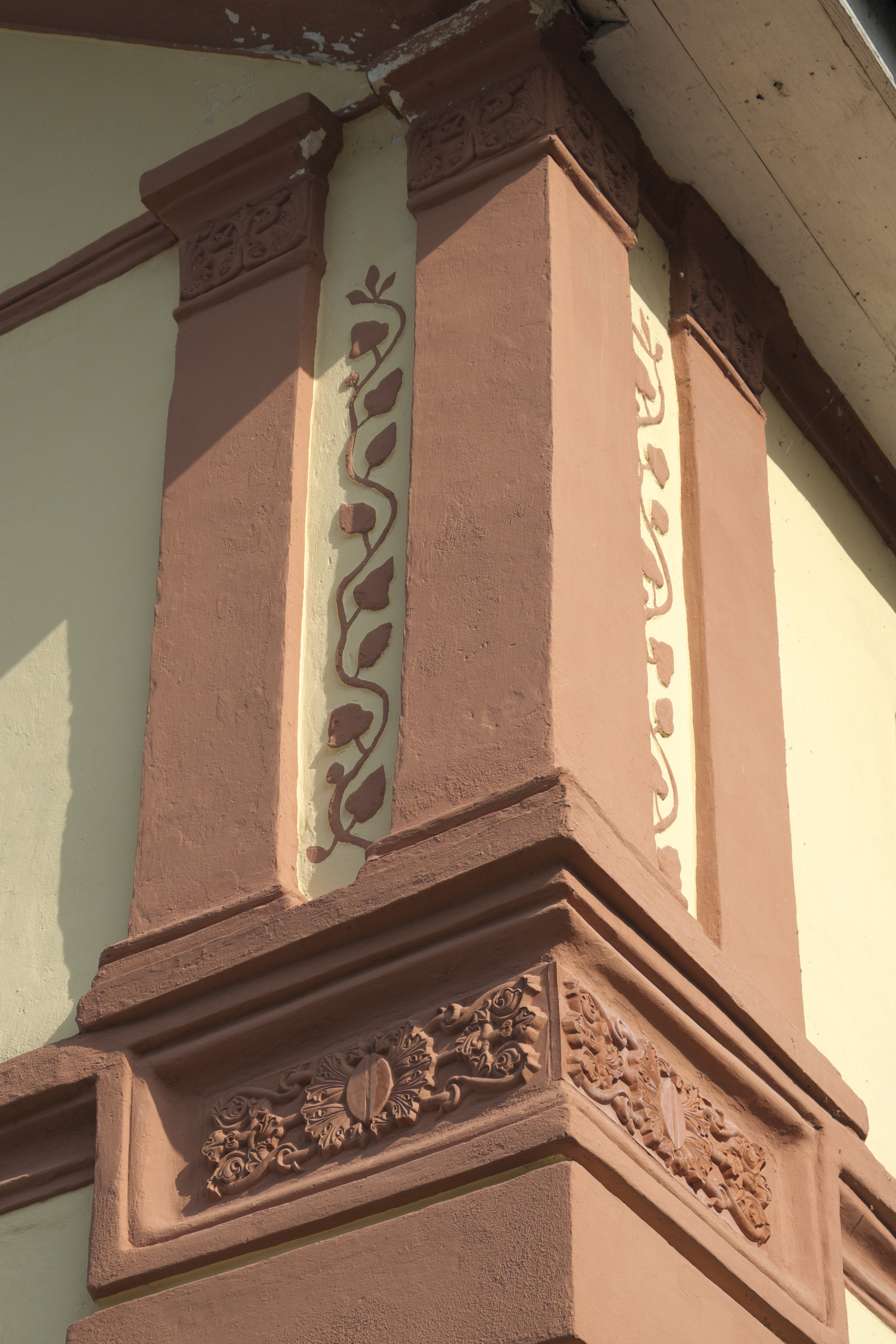
Eckpilaster

Das Bauernhaus Dorfstraße 1 in Grucking, einem Gemeindeteil von Fraunberg im oberbayerischen Landkreis Erding, ist ein geschütztes Baudenkmal.
Das Wohnstallhaus eines Dreiseithofes wurde 1849 errichtet. Es besteht aus einem zweigeschossigen Satteldachbau mit Architekturgliederung und Stichbogenfenstern. Der Eingangsbereich mit Gewölbedecke besitzt eine bemalte Stuckausschmückung.